# Sloveens voetbalelftal in 1993
Het Sloveens voetbalelftal speelde in totaal drie interlands in het jaar 1993. De eerste twee duels betroffen officiële vriendschappelijke interlands voor de in 1991 onafhankelijk geworden en voormalige deelrepubliek van Joegoslavië. Daarnaast speelde de selectie op 16 november een officieuze (=niet door de FIFA erkende) interland tegen Slowakije. De ploeg stond voor het tweede opeenvolgende jaar onder leiding van bondscoach Bojan Prašnikar. Op de in 1993 geïntroduceerde FIFA-wereldranglijst zakte Slovenië in 1993 van de 128ste (augustus 1993) naar de 134ste plaats (december 1993).

## Balans
| Wedstrijden | Wedstrijden | Wedstrijden | Wedstrijden | Doelpunten | Doelpunten | Doelpunten | Punten |
| Gespeeld    | Winst       | Gelijk      | Verlies     | Voor       | Tegen      | Saldo      | Punten |
| ----------- | ----------- | ----------- | ----------- | ---------- | ---------- | ---------- | ------ |
| 3           | 1           | 0           | 2           | 3          | 6          | –3         | 0.666  |

## Interlands
|                                                            |                                 |       |         |                                                                                |
| 7 april Vriendschappelijk № 3 «onderlinge duels» 16:30 uur | Slovenië                        | 2 – 0 | Estland | ŽŠD Stadion, Ljubljana Toeschouwers: 2.000 Scheidsrechter: Alfred Wieser (AUT) |
| 7 april Vriendschappelijk № 3 «onderlinge duels» 16:30 uur | Samir Zulič 13' Sašo Udovič 14' |       |         | ŽŠD Stadion, Ljubljana Toeschouwers: 2.000 Scheidsrechter: Alfred Wieser (AUT) |

|                                                               |                |       |                                                                                                 |                                                                                               |
| 13 oktober Vriendschappelijk № 4 «onderlinge duels» 15:00 uur | Slovenië       | 1 – 4 | Macedonië                                                                                       | Športni Center Stanko Mlakar, Kranj Toeschouwers: 3.000 Scheidsrechter: Dragutin Poljak (CRO) |
| 13 oktober Vriendschappelijk № 4 «onderlinge duels» 15:00 uur | Janez Pate 40' |       | 3' Zoran Boškovski 37' (pen.) Darko Pančev 48' (pen.) Čedomir Janevski 51' Dragan Kanatlarovski | Športni Center Stanko Mlakar, Kranj Toeschouwers: 3.000 Scheidsrechter: Dragutin Poljak (CRO) |

|                                                                 |                                       |       |          |                                                                                                |
| 16 november Vriendschappelijk Officieus duel «onderlinge duels» | Slowakije                             | 2 – 0 | Slovenië | Futbalový štadión Prievidza, Prievidza Toeschouwers: 2.500 Scheidsrechter: Václav Krondl (CZE) |
| 16 november Vriendschappelijk Officieus duel «onderlinge duels» | Ľubomír Faktor 36' Ľubomír Luhový 57' |       |          | Futbalový štadión Prievidza, Prievidza Toeschouwers: 2.500 Scheidsrechter: Václav Krondl (CZE) |

## FIFA-wereldranglijst
| AUGUSTUS | SEPTEMBER | OKTOBER | NOVEMBER | DECEMBER |
| -------- | --------- | ------- | -------- | -------- |
| 128      | 128       | 130     | 130      | 134      |

## Statistieken
| Marko Simeunovič  | 1967-12-06 | Olimpija Ljubljana | 2 | 0 | 0 | 4 | 0 |
| Boško Boškovič    | 1969-01-12 | NK Murska Sobota   | 0 | 1 | 0 | 1 | 0 |
| Branko Zupan      | 1964-09-22 | Publikum Celje     | 0 | 1 | 0 | 1 | 0 |
| Verdediging       |            |                    |   |   |   |   |   |
| Samir Zulič       | 1966-01-08 | Olimpija Ljubljana | 2 | 0 | 1 | 4 | 1 |
| Džoni Novak       | 1969-09-04 | Olimpija Ljubljana | 2 | 0 | 0 | 3 | 0 |
| Andrej Poljšak    | 1968-06-24 | NK Koper           | 2 | 0 | 0 | 2 | 0 |
| Robert Englaro    | 1969-08-28 | Olimpija Ljubljana | 1 | 1 | 0 | 3 | 0 |
| Gregor Blatnik    | 1972-12-15 | Publikum Celje     | 1 | 0 | 0 | 1 | 0 |
| Marko Elsner      | 1960-04-11 | OGC Nice           | 1 | 0 | 0 | 2 | 0 |
| Darko Milanič     | 1967-12-18 | Sturm Graz         | 1 | 0 | 0 | 2 | 0 |
| Middenveld        |            |                    |   |   |   |   |   |
| Gregor Židan      | 1965-10-05 | Maribor Branik     | 2 | 0 | 0 | 3 | 0 |
| Janez Pate        | 1965-06-10 | Pierikos FC        | 1 | 1 | 1 | 3 | 1 |
| Alfred Jermaniš   | 1967-01-21 | NK Murska Sobota   | 1 | 1 | 0 | 3 | 0 |
| Aleš Čeh          | 1968-04-07 | Grazer AK          | 1 | 0 | 0 | 3 | 0 |
| Matjaž Florjančič | 1967-10-18 | US Cremonese       | 1 | 0 | 0 | 2 | 0 |
| Zlatko Zahovič    | 1971-02-01 | Vitória Guimarães  | 1 | 0 | 0 | 2 | 0 |
| Igor Benedejčič   | 1969-07-28 | Olimpija Ljubljana | 0 | 1 | 0 | 2 | 1 |
| Dušan Kosič       | 1971-04-23 | NK Beltinci        | 0 | 1 | 0 | 2 | 0 |
| Aanval            |            |                    |   |   |   |   |   |
| Sašo Udovič       | 1968-12-12 | KSK Beveren        | 2 | 0 | 1 | 2 | 1 |
| Igor Poznič       | 1967-08-13 | Maribor Branik     | 1 | 0 | 0 | 1 | 0 |
| Primož Gliha      | 1967-10-08 | NK Murska Sobota   | 0 | 1 | 0 | 2 | 0 |
| Ante Šimundža     | 1971-09-28 | Maribor Branik     | 0 | 1 | 0 | 1 | 0 |

NZS · A-internationals · Bondscoaches · Selecties · Statistieken · Sloveens vrouwenelftal · Olympisch elftal · Slovenië U21 · Slovenië U20 · Slovenië U19 · Slovenië U18 · Slovenië U17 · Slovenië U16
1991 – 1999 ·
2000 – 2009 ·
2010 – 2019 ·
2020 − 2029
EK's: 1996 · 
2000 · 
2004 · 
2008 · 
2012 · 
2016 · 
2020 · 
2024
WK's: 1998 · 
2002 · 
2006 · 
2010 · 
2014 · 
2018 ·
2022
1991 · 
1992 · 
1993 · 
1994 · 
1995 · 
1996 · 
1997 · 
1998 · 
1999 · 
2000 · 
2001 · 
2002 · 
2003 · 
2004 · 
2005 · 
2006 · 
2007 · 
2008 · 
2009 · 
2010 · 
2011 · 
2012 · 
2013 · 
2014 · 
2015 · 
2016 · 
2017 · 
2018 ·
2019 ·
2020 ·
2021 ·
2022 ·
2023 ·
2024
Albanië ·
Algerije ·
Argentinië ·
Armenië ·
Australië ·
Azerbeidzjan ·
België ·
Bosnië en Herzegovina ·
Bulgarije ·
Canada ·
China ·
Colombia ·
Cyprus ·
Denemarken ·
Duitsland ·
Engeland ·
Estland ·
Faeröer ·
 Finland ·
Frankrijk ·
Georgië ·
Ghana ·
Gibraltar ·
Griekenland ·
Honduras ·
Hongarije ·
IJsland ·
Israël ·
Italië ·
Ivoorkust ·
Joegoslavië ·
Kazachstan ·
Kosovo ·
Kroatië ·
Letland ·
Litouwen ·
Luxemburg ·
Malta ·
Mexico ·
Moldavië ·
Montenegro ·
Nederland ·
Nieuw-Zeeland ·
Noord-Ierland ·
Noord-Macedonië ·
Noorwegen ·
Oekraïne ·
Oman ·
Oostenrijk ·
Paraguay ·
Polen ·
Portugal ·
Qatar ·
Roemenië ·
Rusland ·
San Marino ·
Saoedi-Arabië ·
Schotland ·
Servië ·
Servië en Montenegro ·
Slowakije ·
Spanje ·
Trinidad en Tobago ·
Tsjechië ·
Tunesië ·
Turkije · 
Uruguay ·
Verenigde Arabische Emiraten ·
Verenigde Staten ·
Wales ·
Wit-Rusland ·
Zuid-Afrika ·
Zweden ·
Zwitserland
Algerije (2010) · 
Engeland (2010) · 
Paraguay (2002) · 
Spanje (2002) · 
Verenigde Staten (2010) · 
Zuid-Afrika (2002)